# HANABI (canción)
«HANABI» es el segundo sencillo de la banda japonesa Ikimono Gakari, lanzado el 31 de mayo de 2006, para formar parte de su primer álbum Sakura Saku Machi Monogatari.
Utilizado en la serie de animación Bleach como 7º Ending de esta.

## Canciones
1. «Hanabi» "Fuegos Artificiales"
2. «Amai Nigai Jikan» (甘い苦い時間) "Tiempo Agridulce"
3. «Momen no Hankachi-fu» (木綿のハンカチーフ) "Pañuelo de algodón"
4. «Hanabi»: Instrumental

## Videoclip
El video musical de Hanabi se centra en mostrarnos al grupo interpretando el tema mientras en pantalla aparecen multitud de efectos de luz y de color, simulando fuegos artificiales.
- Datos: Q2071752